# لويز غونزاغا بايس لانديم
لويز غونزاغا بايس لانديم (31 مايو 1941 - 24 مايو 2021) محامي وأستاذ وسياسي برازيلي.

## السيرة الشخصية
عمل ثلاث فترات كنائب في الجمعية التشريعية في بياوي وكان المشرف على هيئة الإشراف على تنمية الشمال الشرقي.